# Walabia bagienna
Walabia bagienna (Wallabia bicolor) – gatunek ssaka z podrodziny kangurów (Macropodinae) w obrębie rodziny kangurowatych (Macropodidae).

## Taksonomia
Gatunek po raz pierwszy naukowo zgodnie z zasadami nazewnictwa binominalnego w 1804 roku francuski zoolog Anselme Gaëtan Desmarest nadając mu nazwę Kangurus bicolor. Desmarest nie wskazał miejsca typowego które pozostaje nieznane. Stephen Jackson wraz ze współpracownikami (2021) podczas przeglądu zbiorów ssaków zebranych przez ekspedycję Baudina i znajdujących z kolekcji Muzeum Historii Naturalnej w Paryżu nie zidentyfikowali żadnego okazu mogącego reprezentować holotyp. Sugerują jednak że ten gatunek mógł zostać zebrany przez ekspedycję Baudina, biorąc pod uwagę czas powstania opisu; z opisu Desmaresta wychodzi, że okaz typowy to żywe zwierzę które znajdowało się w inwentarzu Menażerii Jardin des Plantes w Paryżu, jednak wraz z publikacją nazwy nie podano żadnych informacji. Według Jacksona i współpracowników być może był to jeden z żywych kangurów otrzymanych od Josepha Banksa przez Louisa Dufresne’a lub okaz schwytany przez członków ekspedycyjnego Baudina. Jako miejsce typowe obszar w pobliżu Port Jackson (tj. Sydney), w Nowej Południowej Walii, w Australii. Jedyny żyjący współcześnie przedstawiciel rodzaju walabia (Wallabia).
W. bicolor wykazuje znaczne zróżnicowanie morfologiczne w całym swoim zasięgu występowania i rozpoznaje się wstępnie do pięciu podgatunków. Ponieważ nie przeprowadzono kompleksowych badań zmienności wewnątrzgatunkowej, jest przedwczesne traktowanie tego gatunku jako składającego się z wielu podgatunków.
Autorzy Illustrated Checklist of the Mammals of the World traktują ten takson jako gatunek monotypowy.

### Etymologia
- Wallabia: aborygeńska nazwa walabi lub waliba dla walabii[20].
- bicolor: łac. bicolor, bicoloris „dwukolorowy”, od bi- „dwu-”, od bis „podwójny”; color, coloris „kolor”[21].

## Zasięg występowania
Walabia bagienna występuje w przybrzeżnej i podbrzeżnej wschodniej Australii od półwyspu Jork, w północno-wschodnim Queenslandzie, po południowo-wschodnią Australię Południową i w głąb lądu do Adavale w Queenslandzie; obecny także na Wielkiej Wyspie Piaszczystej, Bribie, North i South Stradbroke Island, Peel Island i Russell Island (wszystkie w Queenslandzie), a także Chinaman Island, Hummock Island, Little Snake Island, Phillip Island, Rotamah Island i Sunday Island (wszystkie w Wictorii).

## Morfologia
Długość ciała (bez ogona) samic 66,5–75 cm, samców 72,3–84,7 cm, długość ogona samic 64–72,8 cm, samców 69–86,2 cm; masa ciała samic 10,3–15,4 kg, samców 12,3–20,5 kg. Ubarwienie od ciemnobrązowego do czarnego, spód jasnożółty do czerwonopomarańczowego. Na policzkach smugi jasnożółte do jasnobrązowych. Koniec ogona często biały. Nogi przednie są krótkie, maja pięć palców zakończonych pazurami. Nogi tylne są potężne, brak palucha, drugi i trzeci palec są małe i zrośnięte, czwarty palec jest najdłuższy, a piąty palec jest średniej długości. Wzór zębowy (3/1 0/0 2/2 4/4) typowy dla wszystkich kangurów.

## Środowisko życia
Obszary zadrzewione o gęstym podszyciu, widne lasy eukaliptusowe z gęstymi trawami i paprociami oraz wilgotnymi miejscami.

## Tryb życia
Żeruje nocą. Głównym pokarmem są byliny, rośliny uprawne, a także wiele roślin trujących dla człowieka. Rozmnażają się przez cały rok. Samica ma 4 sutki w dobrze rozwiniętej torbie, ale rodzi zwykle jedno młode. Ciąża trwa około 37 dni, a młode przebywa w torbie około 267 dni. Chociaż z powodu niszczenia gęstego podszytu liczebność Wallabia bicolor zmniejszyła się, ciągle należy do zwierząt pospolitych i szeroko rozpowszechnionych.

## Status zagrożenia
W Czerwonej księdze gatunków zagrożonych Międzynarodowej Unii Ochrony Przyrody i Jej Zasobów został zaliczony do kategorii LC (ang. least concern ‘najmniejszej troski’).